# Малинаускас, Вилюмас

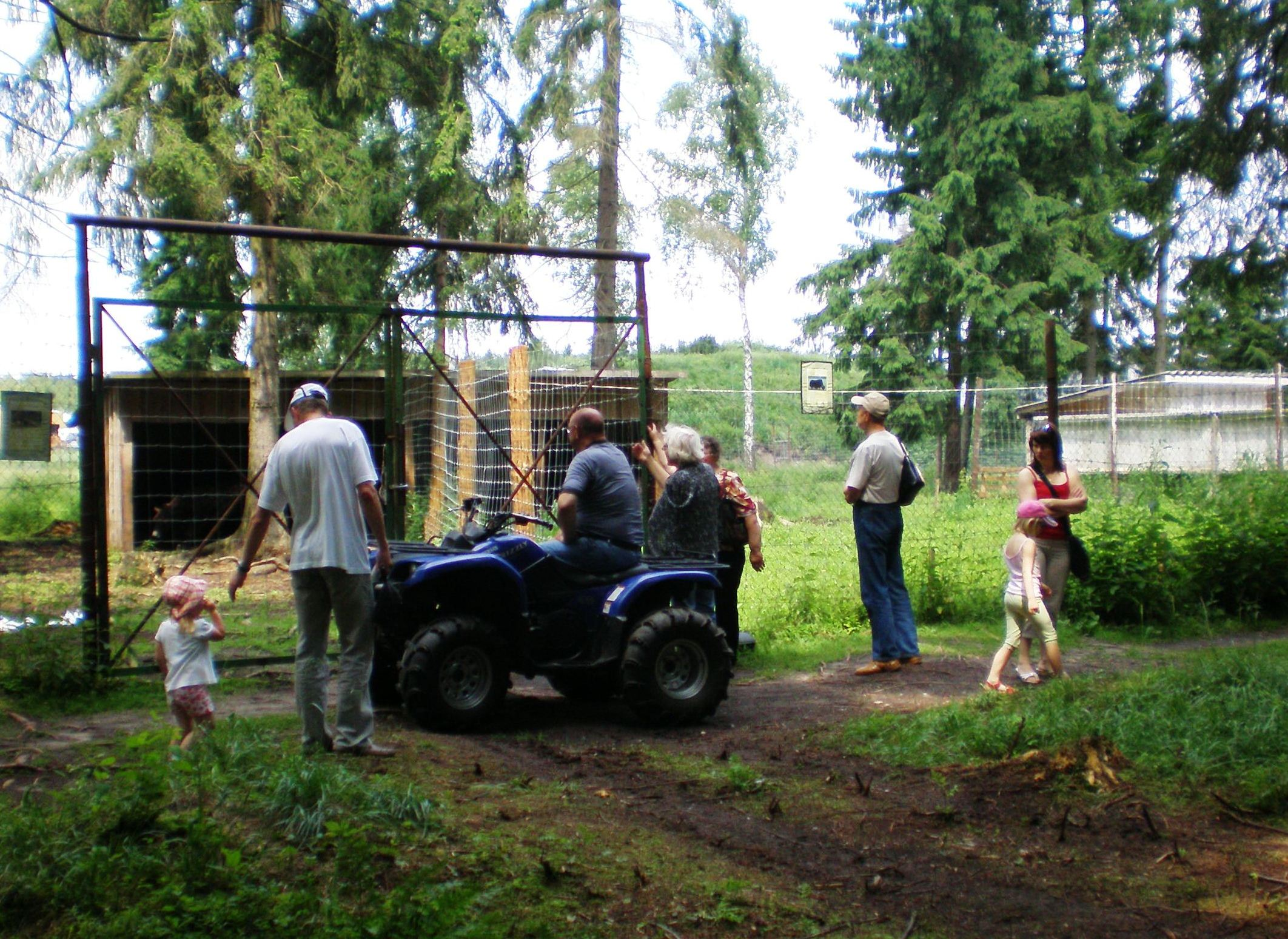
Вилюмас Малинаускас на квадроцикле с посетителями парка Грутас

Ви́люмас Малина́ускас (лит. Viliumas Malinauskas; род. 13 ноября 1942, Мариямпольский уезд) — литовский предприниматель и бизнесмен, основатель частного парка-музея неподалёку от города Друскининкай. За этот парк, в котором размещены собранные из разных литовских городов и весей памятники вождям социализма и советская идеологическая символика, Малинаускас в 2001 году был награждён Шнобелевской премией.

## Жизненный путь
О себе литовский предприниматель сам говорит так: 
...Деревенский парень из Мариямполя Вилюмас Малинаускас с детства занимался двумя вещами: пахал на селе и боролся...
Сын репрессированного и высланного в Сибирь литовского крестьянина Вилюмас Малинаускас, будучи молодым, боролся в разных видах спорта (бокс, легкая атлетика) и даже был серебряным призёром чемпионата СССР по борьбе. Но главным полем его борьбы стало отстаивание своих принципов ответственной работы в колхозе или в кооперативе, в семейном бизнесе или в созданном «парке советского периода».
Малинаускас со своей семьёй (женой, сыном и дочерьми), не по доброй воле переехавший в Грутские места, первоначально занялся в 1990-е годы грибным, ягодным, улиточным и пчелиным бизнесом.
Собственное отношение к труду Малинаускас прививал и детям. Когда сын Ричардас попросил родителей подарить ему машину, отец привел его на гектар земли в лесу и сказал: «На. Это твое. Обработай, посей, собери, сожни, приготовь… А на заработанные деньги можешь купить себе всё, что захочешь».
С 2000 года Ричардас Малинаускас, являясь мэром города Друскининкай, пользуется доверием горожан.

## Создание парка-музея
Самым ценным делом своей жизни Малинаускас рассматривает создание в бывших заболоченных местах частного музея советского прошлого.
Датой основания парка «Грутас» считается решение литовского правительства от 31 декабря 1998 года.
Официальное его открытие состоялось 1 апреля 2001 года. День смеха в парке ежегодно отмечается костюмированным представлением с участием «оживших» персонажей советской истории. Здесь есть «ленинский шалашик в Разливе», возле которого «настоящие» Ильич и Мицкявичюс 1 апреля ловят рыбу в канале.
Многие экспонаты парка были буквально спасены со свалок, где они валялись, часто сильно повреждённые. Любопытна история отлитого из обломков мессершмитов памятника советскому воину, который стоял в городе Шяуляй. При его демонтаже в 1991 году внутри постамента была обнаружена бутылка со списком пленных немцев, изготовивших этот ныне стоящий в парке-музее экспонат. Оставшиеся в живых немцы, которых удалось разыскать, встретились в независимой Литве.
|  |  |  |  |  |  |

Создание частного парка на месте осушенной болотной трясины встретило неоднозначную реакцию властей. Отвечая на вопросы корреспондента латвийской газеты «Час», Малинаускас прояснял ситуацию: 
- Вилюмас, я одного понять не могу: почему у вашего парка в независимой Литве оказалось так много противников? Ведь ваша идея должна быть близка и понятна каждому литовскому политику!

- Потому что им завидно! Одни хотели все памятники уничтожить. Другие — сделать что-то подобное, но за государственный счет. Нагнать много идеологии! А не вышло! Пришел Малинаускас и все сделал за свои собственные деньги! И народ к нему пошел!

Про затраты и новые планы расширения парка «Грутас» его директор тоже рассказал в большом интервью 2007 года: 
- Семь миллионов литов (примерно 1,4 миллиона латов) я уже вложил в эти 200 гектаров земли. Здесь и мемориальный парк, и детский городок, и зоосад. (Сейчас, зимой, вы тут мало зверья увидите, они в закрытых домиках... Бизоны? Купил в Таллине, огромных денег стоили. И верблюдов купил, привез из каунасского зоо. А кабаны мои из грутских угодий.) Из 90 стран мира в Грутас приезжают! Но для меня главное — наши, литовцы, детей привозят. Хочу для детей еще один городок построить, как это по-русски... Биологический! Чтобы они нашу природу знали. Здесь будет такая как бы школа-викторина.
Малинаускаса удивляет, что в зарубежной прессе парк часто неофициально называют «Stalin World», хотя скульптурных изображений Сталина в парке совсем мало.

## Признание и курьёзы
За создание парка в 2001 году Вилюмасу Малинаускасу была вручена международная Шнобелевская премия в номинации Мир. Смысл этой награды расшифровывается так: «за достижения, которые заставляют сначала засмеяться, а потом — задуматься».
У себя на родине в 2007 году меценат и любитель памятников советского периода был награждён премией национального конкурса «Отождествляющие Литву» за формирование образа республики в глазах мировой общественности.
Заметный наплыв посетителей в парк «Грутас», свидетельствующий о признании дела Малинаускаса, вызвал неожиданные финансовые претензии властей. С владельца мемориального парка пытались взыскать штраф за использование в коммерческих целях скульптур Ленина, Сталина и других деятелей советской эпохи, а также комиссионные отчисления за звучащие в парке советские песни.
Директора парка-музея обвиняли, с одной стороны, в «попытках восстановить Советский Союз», а с другой стороны, в «глумлении» над советским прошлым.